# Verenigde Staten op de Olympische Zomerspelen 1976
De Verenigde Staten namen deel aan de Olympische Zomerspelen 1976 in Montréal, Canada. Voor het eerst in de geschiedenis eindigden de Amerikanen niet als eerste of als tweede in het medailleklassement.

## Medaillewinnaars

### 1Goud
- Darrell Pace - Boogschieten, mannen
- Luann Ryon - Boogschieten, vrouwen
- Edwin Moses - Atletiek, mannen 400 m horden
- Harvey Glance, Millard Hampton, John Wesley Jones en Steve Riddick - Atletiek, mannen 4x100 m estafette
- Benny Brown, Herman Frazier, Fred Newhouse en Maxie Parks - Atletiek, mannen 4x400 m estafette
- Arnie Robinson - Atletiek, mannen verspringen
- Mac Wilkins - Atletiek, mannen discuswerpen
- Bruce Jenner - Atletiek, mannen tienkamp
- Tom LaGarde, Scott May, Steve Sheppard, Ernie Grunfeld, Philip Hubbard, Mitch Kupchak, Adrian Dantley, Walter Davis, Phil Ford, Tate Armstrong, Quinn Buckner en Kenny Carr - Basketbal, mannentoernooi
- Leo Randolph - Boksen, mannen vlieggewicht
- Howard Davis - Boksen, mannen lichtgewicht
- Ray Leonard - Boksen, mannen lichtweltergewicht
- Michael Spinks - Boksen, mannen middengewicht
- Leon Spinks - Boksen, mannen lichtzwaargewicht
- Phil Boggs - Schoonspringen, mannen plank
- Jennifer Chandler - Schoonspringen, vrouwen plank
- Edmund Coffin - Paardensport, eventing individueel
- Mary Tauskey, Edmund Coffin, Bruce Davidson en Michael Plumb - Paardensport, eventing team
- Lanny Bassham - Schieten, mannen kleinkalibergeweer, drie posities
- Donald Haldeman - Schieten, mannen trap schieten
- Jim Montgomery - Zwemmen, mannen 100 m vrije stijl
- Bruce Furniss - Zwemmen, mannen 200 m vrije stijl
- Brian Goodell - Zwemmen, mannen 400 m vrije stijl
- Brian Goodell - Zwemmen, mannen 1500 m vrije stijl
- John Naber - Zwemmen, mannen 100 m rugslag
- John Naber - Zwemmen, mannen 200 m rugslag
- John Hencken - Zwemmen, mannen 100 m schoolslag
- Matt Vogel - Zwemmen, mannen 100 m vlinderslag
- Mike Bruner - Zwemmen, mannen 200 m vlinderslag
- Rod Strachan - Zwemmen, mannen 400 m individueel wisselslag
- John Naber, Mark Clark, Bruce Furniss en Jim Montgomery - Zwemmen, mannen 4x200 m vrije stijl estafette
- John Naber, Matt Vogel, John Hencken en Jim Montgomery - Zwemmen, mannen 4x100 m wisselslag
- Kim Peyton, Jill Sterkel, Shirley Babashoff en Wendy Boglioli - Zwemmen, vrouwen 4x100 m vrije stijl estafette
- John Peterson - worstelen, mannen vrije stijl middengewicht

### 2Zilver
- Millard Hampton - Atletiek, mannen 200 meter
- Fred Newhouse - Atletiek, mannen, 400 meter
- Frank Shorter - Atletiek, mannen marathon
- Michael Shine - Atletiek, mannen 400 m horden
- Randy Williams - Atletiek, mannen verspringen
- James Butts - Atletiek, mannen hink-stap-springen
- Rosalyn Bryant, Sheila Ingram, Pamela Jiles en Debra Sapenter - Atletiek, vrouwen 4x400 m estafette
- Kathy McMillan - Atletiek, vrouwen verspringen
- Patricia Roberts, Susan Rojcewicz, Juliene Simpson, Gail Marquis, Ann Elizabeth Meyers, Mary O'Connor, Patricia Head, Charlotte Lewis, Nancy Lieberman, Cynthia Brogdon, Nancy Dunkle en Lusia Harris - Basketbal, vrouwentoernooi
- Charles Mooney - Boksen, mannen bantamgewicht
- Greg Louganis - Schoonspringen, mannen platform
- Michael Plumb - Paardensport, eventing individueel
- Calvin Coffey en Michael Staines - Roeien, mannen twee-zonder-stuurman
- Joan Lind - Roeien, vrouwen skiff
- Margaret Murdoch - Schieten, vrouwen kleinkalibergeweer, drie posities
- Jack Babashoff - Zwemmen, mannen 100 m vrije stijl
- John Naber - Zwemmen, mannen 200 m vrije stijl
- Timothy Shaw - Zwemmen, mannen 400 m vrije stijl
- Bobby Hackett - Zwemmen, mannen 1500 m vrije stijl
- Peter Rocca - Zwemmen, mannen 100 m rugslag
- Peter Rocca - Zwemmen, mannen 200 m rugslag
- John Hencken - Zwemmen, mannen 200 m schoolslag
- Joe Bottom - Zwemmen, mannen 100 m vlinderslag
- Steven Gregg - Zwemmen, mannen 200 m vlinderslag
- Tim McKee - Zwemmen, mannen 400 m individueel wisselslag
- Shirley Babashoff - Zwemmen, vrouwen 200 m vrije stijl
- Shirley Babashoff - Zwemmen, vrouwen 400 m vrije stijl
- Shirley Babashoff - Zwemmen, vrouwen 800 m vrije stijl
- Camille Wright, Shirley Babashoff, Linda Jezek en Lauri Siering - Zwemmen, vrouwen 4x100 m wisselslag
- Lee James - Gewichtheffen, mannen halfzwaargewicht
- Lloyd Keaser - worstelen, mannen vrije stijl lichtgewicht
- Benjamin Peterson - worstelen, mannen vrije stijl lichtzwaargewicht
- Russell Hellickson - worstelen, mannen vrije stijl zwaargewicht
- David McFaull en Michael Rothwell - Zeilen, mannen tornado
- Walter Glasgow, Richard Hoepfner en John Kolius - Zeilen, mannen soling

### 3Brons
- Dwayne Evans - Atletiek, mannen 200 meter
- Herman Frazier - Atletiek, mannen, 400 meter
- Richard Wohlhuter - Atletiek, mannen 800 meter
- Willie Davenport - Atletiek, mannen 110 m horden
- Dwight Stones - Atletiek, mannen hoogspringen
- David Roberts - Atletiek, mannen polsstokhoogspringen
- John Powell - Atletiek, mannen discuswerpen
- Kathy Schmidt - Atletiek, vrouwen speerwerpen
- John Tate - Boksen, mannen zwaargewicht
- Cynthia McIngvale - Schoonspringen, vrouwen plank
- Deborah Wilson - Schoonspringen, vrouwen platform
- Hilda Gurney, Edith Master en Dorothy Morkins - Paardensport, dressuur team
- Peter Kormann - Turnen, mannen vloer
- Allen Coage - Judo, mannen zwaargewicht
- Lynn Silliman, Anne Warner, Jacqueline Zoch, Marion Greig, Peggy McCarthy, Gail Ricketson, Carol Brown, Anita DeFrantz en Carie Graves - Roeien, vrouwen acht-met-stuurman
- Jim Montgomery - Zwemmen, mannen 200 m vrije stijl
- Daniel Harrigan - Zwemmen, mannen 200 m rugslag
- Rick Colella - Zwemmen, mannen 200 m schoolslag
- Gary Hall - Zwemmen, mannen 100 m vlinderslag
- William Forrester - Zwemmen, mannen 200 m vlinderslag
- Wendy Weinberg - Zwemmen, vrouwen 800 m vrije stijl
- Wendy Boglioli - Zwemmen, vrouwen 100 m vlinderslag
- Gene Davis - worstelen, mannen vrije stijl vedergewicht
- Stanley Dziedzic - worstelen, mannen vrije stijl weltergewicht
- Dennis Conner en Conn Findlay - Zeilen, mannen tempest

## Deelnemers en resultaten per onderdeel

### Atletiek
Mannen, 100 meter
- Harvey Glance
  - Eerste ronde - 10.37s
  - Tweede ronde - 10.23s
  - Halve finale - 10.24s
  - Finale - 10.19s (→ 4e plaats)
- John Wesley Jones
  - Eerste ronde - 10.43s
  - Tweede ronde - 10.46s
  - Halve finale - 10.30s
  - Finale - 10.27s (→ 6e plaats)
- Steve Riddick
  - Eerste ronde - 10.43s
  - Tweede ronde - 10.36s
  - Halve finale - 10.33s (→ ging niet verder)

Mannen, 200 meter
- Millard Hampton
  - Eerste ronde - 21.11s
  - Tweede ronde - 20.83s
  - Halve finale - 20.69s
  - Finale - 20.29s (→  Zilver)
- Dwayne Evans
  - Eerste ronde - 20.96s
  - Tweede ronde - 20.56s
  - Halve finale - 20.83s
  - Finale - 20.43s (→  Brons)

Mannen, 800 meter
- Rick Wohlhunter
  - Serie - 1:45.71
  - Halve finale - 1:46.72
  - Finale - 1:44.12 (→  Brons)
- James Robinson Jr.
  - Serie - 1:47.56
  - Halve finale - 1:46.43 (→ ging niet verder)

Mannen 4x100m estafette
- Harvey Glance, John Wesley Jones, Millard Hampton en Steve Riddick
  - Serie - 38.76
  - Halve finale - 38.51
  - Finale - 38.33s (→  Goud)

Mannen 4x400m estafette
- Herman Frazier, Benjamin Brown, Fred Newhouse en Maxie Parks
  - Serie - 2:59.52
  - Finale - 2:58.65 (→  Goud)

Mannen, 5.000 meter
- Paul Geis
  - Serie - 13:32.36
  - Finale - 13:42.51 (→ 12e plaats)
- Duncan MacDonald
  - Serie - 13:47.14 (→ ging niet verder)
- Richard Buerkle
  - Serie - 13:29.01 (→ ging niet verder)

Mannen, 10.000 meter
- Garry Bjorklund
  - Serie - 28:12.24
  - Finale - 28:38.08 (→ 13e plaats)
- Craig Virgin
  - Serie - 28:30.22 (→ ging niet verder)
- Edward Mendoza
  - Serie - 29:02.97 (→ ging niet verder)

Mannen, 400m horden
- Edwin Moses
  - Serie - 49.95s
  - Halve finale - 48.29s
  - Finale - 47.64s (→  Goud)
- Michael Shine
  - Serie - 50.91s
  - Halve finale - 49.90s
  - Finale - 48.69s (→  Zilver)
- Quentin Wheeler
  - Serie - 50.32s
  - Halve finale - 50.22s
  - Finale - 49.86s (→ 4e plaats)

Mannen, marathon
- Frank Shorter - 2:10:45 (→  Zilver)
- Donald Kardong - 2:11:15 (→ 4e plaats)
- William Rodgers - 2:25:14 (→ 40e plaats)

Mannen, verspringen
- Arnie Robinson
  - Kwalificatie - 7.95m
  - Finale - 8.35m (→  Goud)
- Randy Williams
  - Kwalificatie - 7.97m
  - Finale - 8.11m (→  Zilver)
- Larry Myricks
  - Kwalificatie - 7.92m
  - Finale - Niet gestart (→ niet geklasseerd)

Mannen, hoogspringen
- Dwight Stones
  - Kwalificatie - 2.16m
  - Finale - 2.21m (→  Brons)
- James Barrineau
  - Kwalificatie - 2.16m
  - Finale - 2.14m (→ 11e plaats)
- William Jankunis
  - Kwalificatie - 2.16m
  - Finale - 2.10m (→ 13e plaats)

Mannen, discuswerpen
- Mac Wilkins
  - Kwalificatie - 68.28m
  - Finale - 67.50m (→  Goud)
- John Powell
  - Kwalificatie - 61.48m
  - Finale - 65.70m (→  Brons)
- Jay Silvester
  - Kwalificatie - 62.06m
  - Finale - 61.98m (→ 7e plaats)

Mannen 20km snelwandelen
- Ronald Laird - 1:33:27 (→ 20e plaats)
- Larry Walker - 1:34:19 (→ 22e plaats)
- Clark Scully - 1:36:37 (→ 29e plaats)

Vrouwen, kogelstoten
- Maren Seidler
  - Finale - 15.60 m (→ 12e plaats)

Vrouwen, speerwerpen
- Sherry Calvert
  - Kwalificatieronde - 53.08 m (→ ging niet verder, 13e plaats)

### Basketbal

#### Mannentoernooi
- Voorronde (Groep B):
  - Versloeg Italië (106-86)
  - Versloeg Puerto Rico (95-94)
  - Versloeg Joegoslavië (112-93)
  - Versloeg Tsjecho-Slowakije (81-76)
  - Versloeg Egypte (20-0) bb.
- Halve finale:
  - Versloeg Canada (96-77)
- Finale:
  - Versloeg Joegoslavië (95-74) →  Goud
- Spelers
  - Phil Ford
  - Steve Sheppard
  - Adrian Dantley
  - Walter Davis
  - William "Quinn" Buckner
  - Ernie Grunfeld
  - Kenneth Carr
  - Scott mei
  - Michel Armstrong
  - Thomas La Garde
  - Philip Hubbard
  - Mitchell Kupchak
- Hoofdcoach: Dean Smith

#### Vrouwentoernooi
- Spelers
  - Cindy Brogdon
  - Susan Rojcewicz
  - Ann Meyers
  - Lusia Harris
  - Nancy Dunkle
  - Charlotte Lewis
  - Nancy Lieberman
  - Gail Marquis
  - Patricia Roberts
  - Mary Anne O'Connor
  - Patricia Head
  - Julienne Simpson
- Hoofdcoach: Billie Moore

### Boksen
Mannen lichtvlieggewicht (- 48kg)
- Luis Curtis
  1. Eerste ronde - verslagen door Henryk Średnicki (POL), 0:5

Mannen, tot 51 kg
- Leo Randolph
  1. Eerste ronde - bye
  2. Tweede ronde - versloeg Massoudi Samatou (TOG), opgave
  3. Derde ronde - versloeg Constantin Gruescu (ROM), 4:1
  4. Kwartfinale - versloeg David Larmour (IRL), 4:1
  5. Halve finale - versloeg Leszek Błażyński (POL), 4:1
  6. Finale - versloeg Ramón Duvalón (CUB), 3:2 →  Goud

### Boogschieten
Vrouwen, individueel:
- Luann Ryon - 2499 punten (→ OR,  Goud)
- Linda Myers - 2393 punten (→ 7e plaats)

Mannen, individueel:
- Darrell Pace - 2571 punten (→ OR,  Goud)
- Richard McKinney - 2471 punten (→ 4e plaats)

### Wielersport
Mannen individuele wegwedstrijd
- George Mount - 4:47:23 (→ 6e plaats)
- John Howard - 4:54:26 (→ 42e plaats)
- David Boll - 5:05:00 (→ 56e plaats)
- Michael Neel - niet gefinisht (→ niet geklasseerd)

Mannen 1.000m tijdrit
- Robert Vehe - 1:09.057 (→ 15e plaats)

Mannen 1.000m sprint (scratch)
- Leigh Barczewski - 19e plaats

Mannen 4.000m individuele achtervolging
- Leonard Nitz - 19e plaats

### Schoonspringen
Mannen 3m plank
- Phil Boggs
- Robert Cragg
- Greg Louganis

Mannen 10m platform
- Greg Louganis
- Kent Vosler
- Tim Moore

Vrouwen 3m plank
- Jennifer Chandler
- Cindy Potter-McIngvale
- Barbara Nejman

Vrouwen 10m platform
- Debbie Wilson
- Melissa Briley
- Janet Ely

### Judo
Mannen lichtgewicht
- Joseph Bost

Mannen half-middengewicht
- Patrick Burris

Mannen middengewicht
- Teimoc Jonston-Ono

Mannen half-zwaargewicht
- Thomas Martin

Mannen zwaargewicht
- Allen Coage

Mannen open klasse
- James Wooley

Amerikaanse Maagdeneilanden · Andorra · Antigua en Barbuda · Argentinië · Australië · Bahama's · Barbados · België · Belize · Bermuda · Bolivia · Bondsrepubliek Duitsland · Brazilië · Bulgarije · Canada · Chili · Colombia · Costa Rica · Cuba · Denemarken · Dominicaanse Republiek · Duitse Democratische Republiek · Ecuador · Egypte · Fiji · Filipijnen · Finland · Frankrijk · Griekenland · Groot-Brittannië · Guatemala · Haïti · Honduras · Hongarije · Hongkong · Ierland · IJsland · India · Indonesië · Iran · Israël · Italië · Ivoorkust · Jamaica · Japan · Joegoslavië · Kaaimaneilanden · Kameroen · Koeweit · Libanon · Liechtenstein · Luxemburg · Maleisië · Marokko · Mexico · Monaco · Mongolië · Nederland · Nederlandse Antillen · Nepal · Nicaragua · Nieuw-Zeeland · Noord-Korea · Noorwegen · Oostenrijk · Pakistan · Panama · Papoea-Nieuw-Guinea · Paraguay · Peru · Polen · Portugal · Puerto Rico · Roemenië · San Marino · Saoedi-Arabië · Senegal · Singapore · Sovjet-Unie · Spanje · Suriname · Thailand · Trinidad en Tobago · Tsjecho-Slowakije · Tunesië · Turkije · Uruguay · Venezuela · Verenigde Staten · Zuid-Korea · Zweden · Zwitserland